# The Walking Dead: Season Two
| Gra                          | GameRankings                           | Metacritic                             |
| ---------------------------- | -------------------------------------- | -------------------------------------- |
| Episode 1 - All That Remains | (PS3) 81,29% (X360) 77,50% (PC) 78,76% | (PS3) 82/100 (X360) 80/100 (PC) 78/100 |
| Episode 2 - A House Divided  | (PS3) 87,29% (X360) 79,44% (PC) 81,39% | (PS3) 82/100 (X360) 80/100 (PC) 81/100 |
| Episode 3 - In Harm's Way    | (PS3) 82,43% (X360) 82,25% (PC) 82,22% | (PS3) 80/100 (X360) 82/100 (PC) 81/100 |
| Episode 4 - Amid The Ruins   | (PS3) 79,22% (X360) 72,00% (PC) 78,58% | (PS3) 78/100 (X360) 71/100 (PC) 78/100 |
| Episode 5 - No Going Back    | (PS3) 81,67% (X360) 77,00% (PC) 79,19% | (PS3) 87/100 (X360) 84/100 (PC) 78/100 |

The Walking Dead: Season Two – komputerowa gra przygodowa typu wskaż i kliknij, która wydana została w pięciu odcinkach (epizodach). Została wyprodukowana przez Telltale Games i wydana na platformy Microsoft Windows, OS X, PlayStation 3, PlayStation Vita, Xbox 360, Android i iOS. Gra osadzona jest w uniwersum wymyślonym przez Roberta Kirkmana i Tony’ego Moore’a, ukazanym w serii czarno-białych komiksów Żywe trupy. Jest to kontynuacja wielokrotnie nagradzanej produkcji z 2012 roku – The Walking Dead.
W lipcu 2014, a więc przed premierą piątego odcinka, ogłoszono, że sprzedano łącznie ponad 28 milionów epizodów z serii.
Kontynuacją gry jest The Walking Dead: A New Frontier, ogłosiło to Skybound na swoim Twitterze.